# Piratini
Piratini är en kommun i Brasilien.   Den ligger i delstaten Rio Grande do Sul, i den södra delen av landet, 1 800 km söder om huvudstaden Brasília. Antalet invånare är 19 831.
Omgivningarna runt Piratini är huvudsakligen savann. Runt Piratini är det mycket glesbefolkat, med 5 invånare per kvadratkilometer.